# Hauptschlag
Der Hauptschlag ist ein militärisches Konzept, das von Carl von Clausewitz beschrieben wurde. Er ist eine Art des Schlages.

## Definition durch von Clausewitz
In seinem Buch Vom Kriege beschreibt von Clausewitz den Hauptschlag wie folgt:

„Die Versammlung der Streitkräfte zu einem großen Ganzen, welche mehr oder weniger in allen Kriegen stattfindet, deutet schon die Absicht an, mit diesem Ganzen einen Hauptschlag zu tun, entweder freiwillig wie der Angreifende, oder durch den anderen veranlaßt wie der Verteidiger.“

## Interpretation verschiedener Länder
Das Konzept des Hauptschlages fand anschließend in vielen Streitkräften der Welt Anwendung, wobei die Details unterschiedlich definiert werden. Nachstehend einige Beispiele:

### Sowjetunion/Russland
Der Hauptschlag (auch: Hauptstoß; russisch Главный удар Glawny udar) spielt in der sowjetischen Kriegslehre eine besondere Rolle. Nach diesem Prinzip soll ein Übergewicht an Kräften in der entscheidenden Richtung und zur entscheidenden Zeit herbeigeführt werden. Er ist ebenfalls ein Begriff in der sowjetischen Politik.

#### Militärische Bedeutung
Die sowjetische Kriegslehre legt besonderen Wert auf das Prinzip der Konzentration der Kräfte. In der Philosophie des Marxismus-Leninismus spielte dieses Prinzip eine besondere Rolle. Friedrich Engels schrieb über die Schlacht bei Leuktra:

„Epaminondas erkannte als erster das große taktische Prinzip, das bis zum heutigen Tag fast alle regelrechten Schlachten entscheidet: die ungleichmäßige Verteilung der Truppen auf der Frontlinie, um den Hauptangriff auf einen entscheidenden Punkt zu konzentrieren.“

Der Hauptschlag ist die vorherrschende Form der Konzentration der Kräfte. Die Bestimmung des Hauptschlages wurde als das vorherrschende Problem der Strategie angesehen und als von äußerster Bedeutung erachtet.
Als Mindestüberlegenheit wurde in der Vorkriegszeit eine Stärkeverhältnis von 2:1 oder 3:1 betrachtet. Während des Krieges wurde nach Garthoffs Einschätzung, ein Verhältnis von 6:1 angestrebt, bei einem Minimum von 4:1.
Ein oder mehrere Hauptschläge wurden durch Nebenschläge ergänzt, um den Gegner über die Richtung des Hauptschlages im Unklaren zu lassen, seine Kräfte zu zersplittern und so das Übergewicht des Hauptschlages sicherzustellen. Dabei sollte der Hauptschlag grob dreimal stärker sein, als ein Nebenschlag.
Der Hauptstoß ist Teil des Hauptschlages, da ein Schlag aus einem Feuerschlag und einem Stoß der Truppen besteht.
In der Schlacht um die Seelower Höhen lag der Hauptschlag bei der 1. Belorussischen Front unter dem Kommando von Georgi Konstantinowitsch Schukow.

#### Verhältnis zur Politik
Während des Stalinismus wurde das Prinzip Stalins Autorschaft und Genie zugeschrieben. Dieser schrieb im Aufsatz „Zur Frage der Strategie und Taktik der russischen Kommunisten“:

„Die Richtung des Hauptschlags festlegen bedeutet, den Charakter der Operationen für die ganze Periode des Krieges vorausbestimmen, somit also zu neun Zehnteln den Ausgang des ganzen Krieges vorausbestimmen. Darin besteht die Aufgabe der Strategie. Das gleiche ist über die politische Strategie zu sagen.“

Für Garthoff entsprang die bedeutende Rolle die diesem Prinzip zugewiesen wurde, dem bolschewistischen Drang nach Planung und Kontrolle.

### Vereinigte Staaten
Der Hauptschlag wird in der US Army Center of Gravity (CoG) genannt. Die aktuelle Definition (Stand 2014) innerhalb der asymmetrischen Kriegsführung bei der Bekämpfung von Aufständischen lautet:

„The center of gravity in a counterinsurgency is the protection of the population that hosts it.“

„Der Hauptschlag gegen Aufständische ist der Schutz der Bevölkerung, die sie beherbergt.“

Um den Hauptschlag eines (aufständischen) Gegners zu vermeiden, kommt folgende Doktrin zum Einsatz:

„A  direct  approach  attacks  the  enemy’s  center  of  gravity  or  principal  strength  by  applying  combat  power  directly  against  it.  An  indirect  approach  attacks  the  enemy’s  center  of  gravity  by  applying  combat  power  against a series of decisive points that lead to the defeat of the center of gravity while avoiding the enemy strength.“

„Ein direkter Schlag gegen den feindlichen Hauptschlag oder Hauptkraft ist der direkte Angriff gegen diesen. Ein indirekter Schlag gegen den feindlichen Hauptschlag wird durch eine Serie von Kampfeinsätzen gegen wichtige Punkte geführt, die zur Niederschlagung des Hauptschlages bei zeitgleicher Vermeidung desselben führen.“